# Pío Achával
José Pío de Achával (Santiago del Estero, Argentina, octubre de 1818 - Provincia de Entre Ríos, Argentina, ca. 1875) fue un político argentino, gobernador interino de la Provincia de Córdoba y líder en la misma del Partido Federal.

## Biografía
Hijo de un regidor del cabildo de Santiago del Estero y nieto de Domingo Iramain, gobernador delegado de la provincia de Santiago del Estero, se educó en su ciudad natal. Apoyó la política del gobernador Juan Felipe Ibarra, de quien fue secretario y jefe de su escolta. A la muerte de Ibarra, en 1851, apoyó a su albacea y sucesor, Mauro Carranza, que le dio el grado de coronel. Cuando, a fines de ese año, Manuel Taboada derrocó a Carranza, dirigió las milicias leales a Carranza en su defensa. Fue derrotado en el combate de Gramilla y se refugió en Córdoba, donde formó familia.
Fue uno de los jefes del Partido Federal cordobés, llamado allí «los rusos». Participó en la sublevación de febrero de 1861 contra el gobernador Mariano Fragueiro. También participó en la sublevación de junio de 1863 contra Justiniano Posse, que tuvo éxito. El jefe del movimiento, comandante Simón Luengo lo nombró gobernador. Pocos días después, recibió en la ciudad al ejército del caudillo riojano Ángel Vicente Peñaloza.
Sólo dieciocho días después de asumir el mando, los federales fueron derrotados en la batalla de Las Playas por el general Wenceslao Paunero. Achával estaba en el ejército cuando fueron derrotados y huyó hacia la provincia de Catamarca. Allí fue arrestado y enviado de regreso a Córdoba. Pero, en el camino, sus custodios desertaron del ejército.
Se escondió en el monte por unos días, hasta que pudo huir a Entre Ríos. De allí regresó a Córdoba, donde fue nombrado jefe de policía por el gobernador federal Mateo Luque, en julio de 1866. Apoyó la sublevación de agosto de 1867 de Luengo y, en consecuencia, pasó varios meses en la cárcel.

## Fallecimiento
Se supone que regresó a Entre Ríos y que falleció en la década siguiente, aunque no existen registros al respecto.